# Instituto Federal Electoral
Das Instituto Federal Electoral (IFE; deutsch Bundeswahlinstitut) besteht seit 1990 und ist die mexikanische Wahlbehörde. Vorsitzender ist Luis Carlos Ugalde. Es war verantwortlich für die Durchführung der Präsidentschaftswahl 2006.